# Erwiniaceae
Erwiniaceae es una familia de bacterias gramnegativas del orden Enterobacterales. La descripción fue realizada por Adeolu et al. en 2016, en un trabajo que reorganizó la taxonomía de la familia Enterobacteriaceae. El género tipo es Erwinia.

## Microbiología
Erwiniaceae agrupa a bacterias catalasa-positivas y oxidasa-negativas que no producen ácido sulfhídrico. En cuanto a las reacciones de la prueba IMViC, son indol-negativas y casi todas son positivas para el Voges-Proskauer, excepto E. toletana, E. typographi y algunas cepas de E. oleae.

## Taxonomía
Existen ocho géneros clasificados dentro de esta familia:
- Buchnera Munson et al. 1991
- Erwinia Winslow et al. 1920
- Kalamiella Singh et al. 2019
- Mixta Palmer et al. 2018
- Pantoeae Gavini et al. 1989
- Phaseolibacter Halpern et al. 2013
- Tatumella Hollis et al. 1982
- Wigglesworthia Aksoy et al. 1995